# Patric Liljestrand
Patric Liljestrand, född 1971, är en svensk författare och musiker.
Patric Liljestrand debuterade 2002 med romanen Solar Delirium. 2004 gav Liljestrand ut två romaner; Metro och Förruttnelse. 2010 gav FramSteget Bokförlag ut diktboken Dead Men Tell No Tales och romanerna Dansar På Din Grav och De Tre Nivåerna. 2014 kom böckerna Skriv - Vässa ditt manus och Dårens dagbok ut.

## Diskografi
- Patric Liljestrand - Ohyvlat (Lilla Livet Records, 1997)
- Patric Liljestrand - Motel (Castlebridge Records, 2005)
- Patric Liljestrand - Land Of The Dead (Castlebridge Records, 2005)
- Hits For Shits - Best Of Greatest Shits (FramSteget MUSIC, 2010)
- Hits For Shits - Looped 'N Ready (FramSteget MUSIC, 2011)
- Hits For Shits - Dance You Fools (FramSteget MUSIC, 2011)
- Patric Liljestrand - Organic Sounds (FramSteget MUSIC, 2011)
- Patric Liljestrand - Djazzie (FramSteget MUSIC, 2011)
- Patric Liljestrand - Meditation (FramSteget MUSIC, 2011)
- Slottsbron-Raggarn - Takin' Off (FramSteget MUSIC, 2011)
- Slottsbron-Raggarn - LoFi Bastardos (FramSteget MUSIC, 2011)
- Hits For Shits - Movie (FramSteget MUSIC, 2012)
- Hits For Shits - Tekknokraut (FramSteget MUSIC, 2012)
- Hits For Shits - Absolute Shits 1 (FramSteget MUSIC, 2012)
- Hits For Shits - Absolute Shits 2 (FramSteget MUSIC, 2012)
- THING - Death Of Illuminati (FramSteget MUSIC, 2012)
- Patric Liljestrand - Alchemy (FramSteget MUSIC, 2012)
- Patric Liljestrand - Planet Of The Idiots (FramSteget MUSIC, 2012)
- Patric Liljestrand - Shedding Skin (FramSteget MUSIC, 2012)
- Hits For Shits - Ascension (FramSteget MUSIC, 2013)
- Hits For Shits - Their Pathetic Majesties Request (FramSteget MUSIC, 2013)
- Kletsnöpp (FramSteget MUSIC, 2013)
- Kletsnöpp - Got Shoes But No Food (FramSteget MUSIC, 2013)
- Kletsnöpp - Loony Bin (FramSteget MUSIC, 2013)
- Kletsnöpp - B-Sides (FramSteget MUSIC, 2013)
- Kletsnöpp - When All Else Fails (FramSteget MUSIC, 2014)
- Patric Liljestrand - Path To Innocence (FramSteget MUSIC, 2014)
- Onkel Kasio - Taxmoney At Work (FramSteget MUSIC, 2015)
- Patric Liljestrand - JUNK (FramSteget MUSIC, 2015)